# Dasychira heringiana
Dasychira heringiana är en fjärilsart som beskrevs av Felix Bryk 1935. Dasychira heringiana ingår i släktet Dasychira och familjen tofsspinnare. Inga underarter finns listade i Catalogue of Life.